# Shooting Stars natjecanje
Shooting Stars natjecanje subotnji je događaj NBA All-Star vikenda kojeg održava National Basketball Association prije NBA All-Star utakmice. Ovo natjecanje prvi puta je održano 2004. godine, a sudionici su trenutni NBA igrač, umirovljeni NBA igrač i WNBA igračica koji zastupaju svoj klub, tj. grad. Natjecanje uključuje šuteve sa šest posebno određenih mjesta na terenu. Prvi šut izvodi se iz desnog kuta s daljine od neka tri metra od koša, drugi šut izvodi se iz lijevog kuta s daljine od nekih pet metara, treći šut je klasična trica, četvrti šut izvodi se iz desnog kuta s daljine od nekih pet i pol metara, peti šut je klasična trica i izvodi se iz lijevog kuta, a šesti šut se izvodi s centra terena. Određeno vrijeme za ove zadatke je dvije minute i dva najbolja vremena prolaze u finale. U finalu zadaci su isti i tko ima bolje vrijeme osvaja ovo natjecanje. 2008. momčad San Antonio postala je jedina momčad koja je dva puta osvojila ovo natjecanje, a 2009. pridružila im se i momčad Detroit. Tijekom ovog natjecanja 2006. momčad San Antonia postavila je rekord natjecanja s vremenom od 25.1 sekunde.
Trenutačni osvajač ovog natjecanja je momčad Teksasa s vremenom od 34.3 sekunde.

## Pobjednici
- 2009./10. : Texas (Dallas/Houston/San Antonio): Dirk Nowitzki, Becky Hammon, Kenny Smith (34.3 sekunde)
- 2008./09. : Detroit: Arron Afflalo, Katie Smith, Bill Laimbeer (58.4 sekundi)
- 2007./08. : San Antonio: Tim Duncan, Becky Hammon, David Robinson (35.8 sekundi)
- 2006./07. : Detroit: Chauncey Billups, Swin Cash, Bill Laimbeer  (50.5 sekundi)
- 2005./06. : San Antonio: Tony Parker, Kendra Wecker, Steve Kerr  (25.1 sekundi**)
- 2004./05. : Phoenix: Shawn Marion, Diana Taurasi, Dan Majerle  (28 sekundi)
- 2003./04. : Los Angeles (Lakers): Derek Fisher, Lisa Leslie, Magic Johnson  (43.9 sekundi)

Rekord natjecanja**

## Ostali sudionici
- 2009./10. : 2. Los Angeles (Clippers/Lakers), 3. Sacramento, 4. Atlanta
- 2008./09. : 2. Phoenix, 3. San Antonio, 4. Los Angeles (Lakers)
- 2007./08. : 2. Chicago, 3. Phoenix, 4. Detroit
- 2006./07. : 2. Chicago, 3. San Antonio, 4. Los Angeles (Lakers)
- 2005./06. : 2. Los Angeles (Lakers), 3. Houston, 4. Phoenix
- 2004./05. : 2. Denver, 3. Detroit, 4. Los Angeles (Lakers)
- 2003./04. : 2. San Antonio, 3. Los Angeles (Clippers), 4. Detroit

## Nastupi/Naslovi

### Najviše nastupa
| Broj | Grad                   |
| ---- | ---------------------- |
| 6    | Los Angeles (Lakers)   |
| 5    | Detroit                |
| 5    | San Antonio            |
| 4    | Phoenix                |
| 2    | Chicago                |
| 2    | Houston                |
| 2    | Los Angeles (Clippers) |
| 1    | Atlanta                |
| 1    | Dallas                 |
| 1    | Denver                 |
| 1    | Sacramento             |

### Najviše naslova
| Broj | Grad                       |
| ---- | -------------------------- |
| 3    | San Antonio (1 kao Teksas) |
| 2    | Detroit                    |
| 1    | Dallas (1 kao Teksas)      |
| 1    | Houston (1 kao Teksas)     |
| 1    | Phoenix                    |
| 1    | Los Angeles (Lakers)       |

## Vanjske poveznice
- Shooting Stars 2010.
- Shooting Stars 2009.
- Shooting Stars 2008.
- Shooting Stars 2007.
- Shooting Stars 2006.
- Shooting Stars 2005.
- Shooting Stars 2004.